# Meskal le contrebandier
Meskal le contrebandier é um seriado mudo francês de 1909, no gênero policial, dirigido por Victorin-Hippolyte Jasset, em 3 capítulos, estrelado por Charles Krauss e André Liabel. O seriado foi produzido pela Société Française des Films Éclair, e veiculou nos cinemas franceses entre 17 de junho e 1 de julho de 1909.

## Elenco
- Charles Krauss
- André Liabel

## Capítulos
1. La trahison du douanier (1909)
2. Un bon tour (1909)
3. L'ingénieux stratagème (1909)

## Seriado no Brasil
O seriado foi exibido pela primeira vez no Brasil em 27 de julho de 1909, no Radium Cinema, em São Paulo, pela Empresa José Balsells, sob o título Meskal, o Contrabandista. A segunda exibição foi no Rio de Janeiro, no Cinema Carioca, pela Empresa Oliveira e Cia.

## Histórico
Mediante o sucesso alcançado pelo seriado Nick Carter, le roi des détectives, de 1908, a Éclair investiu em novos seriados, ainda sob a direção de Victorin-Hippolyte Jasset. A França foi, portanto, a iniciadora desse gênero de filmes em série, que abriria caminho para o desenvolvimento dos seriados estadunidenses, a partir de 1912, quando o Edison Studios produziu What Happened to Mary, além de influenciar o gênero cinematográfico de outros países, tais como a Alemanha, que produziria, em 1910, Arsene Lupin contra Sherlock Holmes.